# Ninh Hải, Ninh Ba
Ninh Hải (宁海县) là một huyện thuộc địa cấp thị Ninh Ba, tỉnh Chiết Giang, Cộng hòa Nhân dân Trung Hoa. Ninh Hải nằm ở duyên hải phía đông của Chiết Giang, giữa cảng Tượng Sơn và vịnh Tam Môn. Huyện này giáp các đơn vị cấp huyện khác: Phụng Hóa, Tân Xương, Thiên Đài, Tam Môn, Tượng Sơn. Diện tích của Ninh Hải là 1931,22 km², dân số năm 2001 là 580.000. Mã số bưu chính của Ninh Hải là 315614, chính quyền huyện đóng ở số 18, phố Huyện Tiền, trấn Thành Quan. Huyện được thành lập năm 280 (năm đầu Thái Khang nhà Tấn). Huyện Hải Ninh được chia thành 4 nhai đạo, 11 trấn và 3 hương.
- Nhai đạo: Dược Long, Đào Nguyên, Mai Lâm, Kiều Đầu Hồ.
- Trấn: Trường Nhai, Lực Dương, Nhất Thị, Tang Châu, Xóa Lộ, Tiền Đồng, Hoàng Đàn, Cường Giao, Đại Giai Hà, Tây Điếm, Thâm 甽.
- Hương: Trà Viện, Hồ Trần, Việt Khê.